# 霍恩富希
霍恩富希是德国巴伐利亚州的一个市镇。总面积12.41平方公里，总人口1514人，其中男性770人，女性744人（2011年12月31日），人口密度122人/平方公里。